# Klåstadskibet
Klåstadskibet omtales som Norges fjerde vikingeskib. Det blev fundet i 1893, men blev først udgravet i 1970. Skibet er udstillet på Slottsfjellmuseet i Tønsberg. 
Klåstadskibet blev fundet i et jordhul inderst i Viksfjord i Larvik tæt på Kaupangen i Skiringssal. Skibet er muligvis forlist på Vikskilen og er havnet synkefærdigt inderst i Klåstadkilen. Skibet blev fundet et stykke inde på land, fordi landet her er steget ca. 2 meter siden vikingtiden. Skibet er noget ødelagt af dræning. Skibet er sandsynligvis fra 900-tallet. 
Klåstadskibet adskiller sig på flere måder fra de mere kendte vikingskibe Oseberg, Gokstad og Tune. Det er sunket og genfundet på tidligere havbund, mens de tre andre er gravgods. Klåstadskibet er sandsynligvis en knarr til transport og er årringsdateret til 998.
Som andre vikingskibe er det klinkbygget. Det havde åregaflerr (til årer). Kølen er 16,15 meter lang; lidt mindre end Gokstadskibet.
Da skibet gik tabt, var der en last ombord med sten fra Eidsborg i Telemark.